# Список керівників держав 920 року
Список керівників держав 919 року — 920 рік — Список керівників держав 921 року — Список керівників держав за роками

## Європа

### Британські острови
- Шотландія:
  - Альба (королівство) — Костянтин II, король (900–943)
- Вессекс — Англія Едуард Старший, король (899–924)
- Думнонія — Хівел ап Каделл, король (910–926)
- Йорвік — Рагнальд I, король (910–921)
- Уельс:
  - Бріхейніог — Теудр IV, король (900–934)
  - Гвент — Брохвайл ап Мейріг, король (880–920)
  - Дівед  — Хівел II Добрий, король (905–920)
  - Гвінед — Ідвал ап Анарауд, король (916–942)
  - Глівісінг — Оуайн ап Хівел, король (886–930)
  - Сейсіллуг — Клідог ап Каделл, король (909–920)

### Північна Європа
- Швеція — Бйорн Еріксон, конунг (882–932)
- Данія — Кнуд I Хардекнуд, король (917–948)
- Ірландія — Доннхад Донн, верховний король (919–944)
- Норвегія — Гаральд I Прекрасноволосий, король (872–930)
  - Вестфольд — Гаральд I Прекрасноволосий, конунг (860–930)

### Західне Франкське королівство—Карл III Простакуватий(898–922)
- Аквітанія — Гильом II Молодий, герцог (918–926)
- Ангулем — Адемар I, граф (916–930)
- Герцогство Васконія (Гасконь) — Гарсія II Санше, герцог (893—920)
- Готія — Раймунд II Тулузький, маркіз (918–924)
- Ампуріас — Госберт, граф (916–931)
- Барселона — Суньєр I, граф (911–947)
- Руссільйон — Госберт, граф (916–931)
- Каркассон — Акфред II, граф (908–934)
- Тулуза — Раймунд II, маркграф (918–924)
- Уржель  — Суніфред II, граф (897–928)
- Руерг — Ерменгол, граф (906 — бл. 935)
- Нант — Фульк I Рудий, граф (907–914)
- Графство Овернь — Гільом I Благочестивий, граф (886–918)
- Пуатьє — Ебль Манцер, граф (902–934)
- Труа — Ричард I, граф (894–921)
- Шалон — Вало, граф (918–924)
- Фландрія — Арнульф I Великий, граф (918–958, 962–965)

### Німеччина
Східне Франкське королівство — Генріх I Птахолов, король (919–936)
- Баварія — Арнульф Злий, герцог (907–937)
- Саксонія — Генріх I Птахолов, герцог (912–936)
- Франконія — Еберхард, герцог (918–939)
- Констанц — Саломон III фон Рамшваг, єпископ (891–920)
- Швабія — Бурхард II, герцог (917–926)

### ЦентральнатаСхідна Європа
- Болгарське царство — Симеон I Великий, цар (918–927)
- Чеське князівство — Вратислав I, князь (915–921)
- Сербія — Павле Бранович, князь (917–922)
- Угорщина — Жольт, князь (надьфейеделем) (907- 947)
- Приморська Хорватія — Томислав I, князь (910–928)
- Київська Русь — Ігор Рюрикович, князь (912/922-944)
- Волзька Болгарія — Алмиш, ельтебер (володар) (895–925)
- Хозарський каганат — Веніамін, бек-мелех (914–930)

### Іспанія
- Арагон — Галіндо II Аснарес, граф (893–922)
- Астурія — Альфонсо III Великий, король (866–910); Фруела II, король (910–925)
  - Алава — Муньо Велас, граф (883–921)
  - Кастилія і Бургос — Фернандо Ансурес, граф (915–920, 926–929); Нуньо Фернандес, граф (920–926)
- Галісія — Ордоньо II, король (910–924)
- Кордовський емірат — Абд ар-Рахман III, емір (912–961)
- Наварра (Памплона) — Санчо I Гарсес, король (905–925)
- Леон — Ордоньо II, король (914–924)

### Серединне королівство
- Лотарингія — Карл III Простакуватий, король (911–923)
  - Верхня Бургундія — Рудольф II, король (912–937)
  - Ено (Геннегау) — Сігард, граф (898–920); Ангерран II, граф (920–925)
  - Архієпископство Кельн — Герман I, архієпископ (890–923)
  - Намюр (графство) — Беренгер, граф (908 — бл. 924)
- Прованс (Нижня Бургундія) — Людовик III Сліпий, король (887–928)
  - В'єнн — Гуго Арльський, граф (бл. 896–926)

### Італія
Беренгар I Фріульський, король Італії, король (887–924 з перервами)
- Венеціанська республіка — Орсо II Партичипаціо, дож (912–932)
- Князівство Беневентське і Капуя — Ландульф I, князь (901–943); Атенульф II, князь (911–940)
- Салерно — Гвемар II, князь (901–946)
- Неаполітанський дукат — Марин I, дука (919–928)
- Папська держава — Іоанн X, папа римський (914–928)
- Тосканська марка — Гвідо, маркграф (915–930)
- Фріульська марка — Беренгар I, маркграф (896–924)

### Візантійська імперія
- Візантійська імперія — Костянтин VII Багрянородний, імператор (913–920, 945–959); Роман I Лакапін, імператор (920–944)

## Азія

### Західна Азія
- Аббасидський халіфат — Аль-Муктадір, халіф (908–932)
- Яфуриди (Ємен) — Асад I ібн Ібрагім, імам (898–944)
- Кавказ:
  - Абхазьке царство — Костянтин III, цар (894–923)
  - Вірменія (Анійське царство) — Ашот II Залізний, цар (914 — бл. 929)
  - Тао-Кларджеті  — Адарнасе II, цар (888–923)
  - Кахетія — Падла II, князь (918–929)
  - Сюні — Смбат (Саак), нахарар (909–940)
  - Тбіліський емірат — Мансур бен Джаффар, емір (914–952)

### Центральна Азія
- Персія:
  - Саджиди — Юсуф ібн Абу-л-Садж, афшин (901–928)
  - Табаристан — Шарвін II, іспахбад (896–930)
- Середня Азія:
  - Саманідська держава (Бухара) — Наср II, емір (914–943)

### Південна Азія
- Індія:
  - Венгі— Східні Чалук'я — Бхіма I, магараджа (892–921)
  - Гуджара-Пратіхари — Магіпала I, магараджа (913–944)
  - Західні Ганги — Ереганга Неєтімарга II, магараджа (907–921)
  - Імперія Пала — Нараянпала, магараджа (873–927)
  - Кашмір — Камалука, магараджа (904–940)
  - Держава Пандья — Мараварман Раясімха II, раджа (900–920)
  - Парамара (Малава) — Ваїрісімха II, магараджа (918–948)
  - Раштракути — Індрараджа III Нітьяварша, магараджахіраджа (914–929)
  - Харікела (династія Чандра) — Траіллокьячандра, магараджахіраджа (900–930)
  - Чола — Парантака I, магараджа (907/910–950)
  - Ядави (Сеунадеша) — Дхадіяппа I, магараджа (900—920); Бхіллама I, магараджа (920–935)

### Південно-Східна Азія
- Кхмерська імперія — Гаршаварман I, імператор (900–923)
- Бан Пха Лао — Лао Кап, раджа (904–924)
- Мианг Сва — Кхун Кхум, раджа (бл. 900–920)
- Наньчжао — Сувень Тайшан-хуанді (Чжен Женьминь), ван (909–926)
- Паган — Сале Нгакве, король (904–934)
- Чампа — Індраварман III, князь (918–959)
- Індонезія:
  - Матарам — Тулодон, шрі-магараджа (919–924)
  - Сунда — Ягірі Прабу Пукуквесі, король (916–942)

### Східна Азія
- Японія — Дайґо, імператор (897–930)
- Китай (Епоха п'яти династій і десяти царств):
  - Пізня Лян — Мо-ді (Чжу Чжень), імператор (913–923)
  - Мінь — Ван Шеньчжи, князь (909–925)
  - Рання Шу — Ван Цзунянь, імператор (918–925)
  - У — Ян Лунянь, король (908–920); Ян Пу (У)Ян Пу (920-937)
  - У Юе — Цянь Лю, король (907–932)
  - Ци — Лі Маочжень, князь (907–924)
  - Чу — Ма Їнь, король (907–930)
- Бохай — Да Іньчжуань (Мо-ван), ван (бл. 907–926)
- Корея:
  - Сілла — Кьонмьон, ван (917–924)
  - Пархе — Теїнсон, тійо (906—921)
  - Хупекче — Кьон Хвон, ван (900–935)
  - Корьо — Ван Гон (Тхеджо), ван (918–943)

## Африка
- Аксум (Ефіопія) — Татадім, імператор (919–959)
- Аудагаст — Тін Йарутан, емір (бл. 920–960)
- Імперія Гао — Косой (Муслім Дан), дья (бл. 890 — бл. 920); Косой Дарей, дья (бл. 920 — бл. 940)
- Фатімідський халіфат — Абдаллах аль-Магді, емір (909–934)
- Магриб — Йахья ібн Ідріс ібн Умар ібн Ідріс ас-Сагір, халіф (904–921)
- Некор — Саліх III ібн Саїд, емір (917–927)